# 명 (이름)

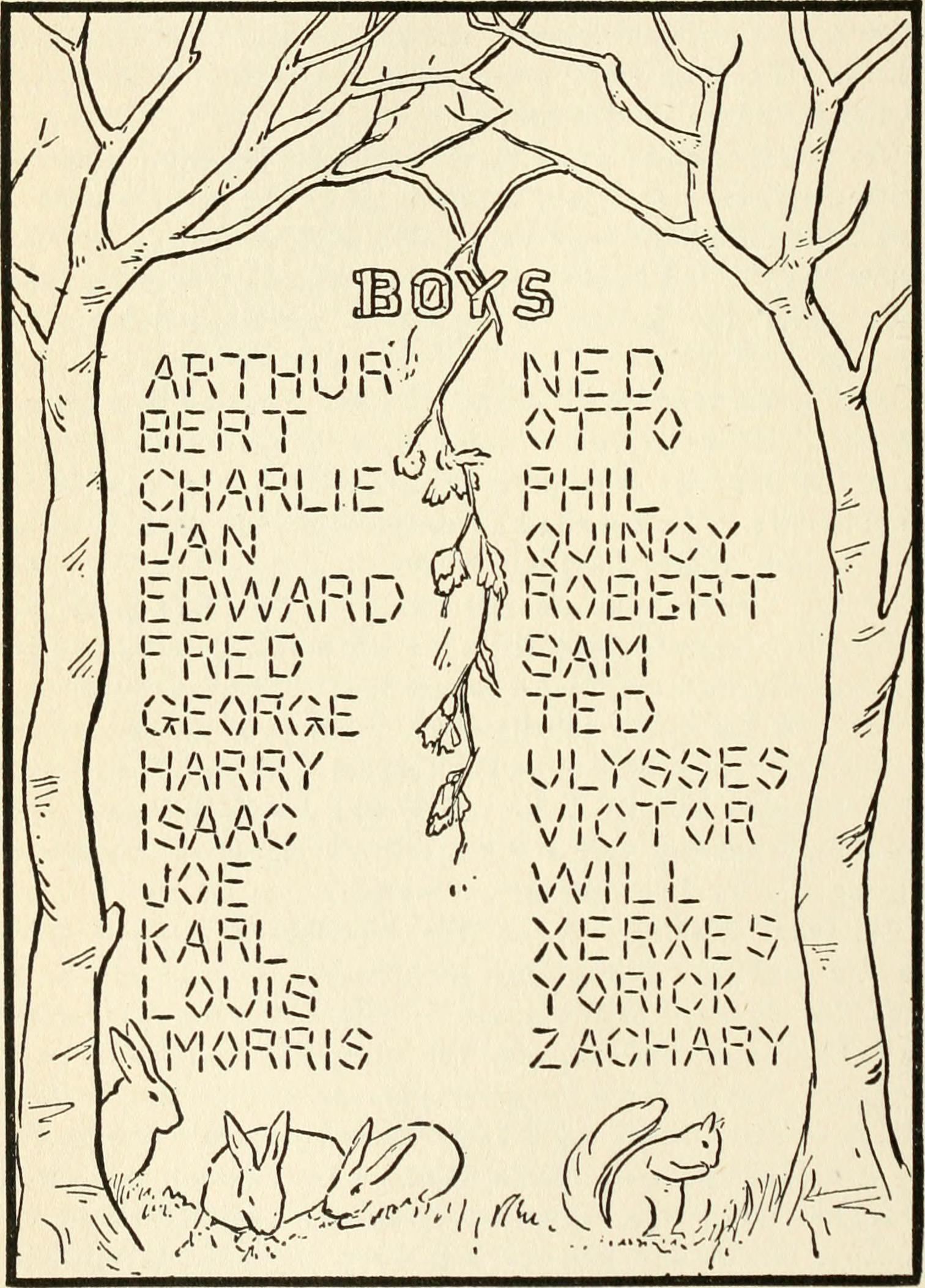

명(名, 영어: given name, first name, forename)은 성씨를 뺀 이름을 말한다. 명을 바꾸는 걸 개명이라고 한다.
일명(一名)은 본이름 밖에 따로 일컫는 이름. 또는, 본명 이외에 한편에서 다르게 부르는 이름을 말한다.

## 같이 보기
- 영명 축일
- 고유명사학
- 인명
- 가명